# Doede Nauta
Doede Nauta jr. (geboren 1934) is een Nederlandse wetenschapper, die bijdrage heeft geleverd op een breed gebied van logica, modelvorming, cybernetica tot semiotiek.

## Biografie
Doede Nauta is een zoon van theoloog Doede Nauta sr. (1898-1994). Hij studeerde filosofie, logica en wiskunde aan de Rijksuniversiteit Leiden. Van 1962 tot 1964 was hij leraar in Togo, en terug in Leiden werkte hij samen met Kees Bertels aan onderzoek over "informatie en model" bij professor Cees van Peursen in opdracht van het ZWO. In 1970 promoveerde hij daar op het proefschrift "The meaning of information".
Na zijn promotie werkte hij drie jaar aan de universiteit van Salatiga in Java (waar hij filosofie doceerde) en van 1973 tot 1974 terug in Groningen. In 1979 wordt Nauta hoogleraar logica aan de Erasmus Universiteit Rotterdam en sprak daar de inaugurele rede "Logika tussen wetenschap en wijsbegeerte". Rond 1984 stapt hij over naar de Universiteit Twente en werd daar aangesteld als wetenschappelijk hoofdmedewerker vredesfilosofie. Met de inaugurale rede "De mens, schakel tussen informatietechniek en informatiemaatschappij" in 1991 werd hij daar hoogleraar "Automation and Meaning".
In 1995 organiseerde Nauta in Twente het "International Symposium and Conference on Organizational Semiotics". Nauta was verder actief lid van de gemeenschap van de Peircekring Nederland.
In 2016 verscheen van hem Op dood en leven - een krans van gedichten bij Aspekt.

## Wetenschappelijk werk
In zijn werk heeft Nauta een preoccupatie voor transformaties van de traditionele filosofie: moderne logica, semiotiek (Morris, Peirce), disciplinaire systeembenadering en omzetting van oorlogsfilosofie in vredesfilosofie (Emmanuel Levinas). Met het werk wat hij levert is hij een pionier op het gebied van de formele wetenschap. Zijn eerste werken op dit gebied kwamen tot stand in samenwerking met Cees van Peursen en Kees Bertels. Hun eerste gezamenlijke publicatie, het boek "Informatie" uit 1968, gaat over een filosofische oriëntatie op de functie en aard van informatie in de verschillende wetenschappen.

### Inleiding tot het modelbegrip
In het boek "Inleiding tot het modelbegrip" uit 1969 braken Nauta en Bertels een lans voor theorievorming over het modelbegrip in de wetenschap. In de wetenschappelijke ontwikkeling van de voorgaande decennia zagen zij de kloof tussen de verschillende wetenschappen kleiner worden. Deze toenadering wijdden zij aan de opkomst van de moderne methodologie. Binnen deze 'leer van de wetenschappelijke methode' is het modelbegrip hoe langer hoe meer centraal komen te staan.
Het boek plaatst eerst het model in historisch perspectief. Daarna volgt een inventarisatie van het modelbegrip in de natuurwetenschappen, de sociale wetenschappen en de formele wetenschappen. Ter afsluiting van deze inleidende studie over modellen, geeft het laatste hoofdstuk enige algemenere beschouwingen rond het denken in modellen.
Aan het eind volgt een inventarisatie van wetenschappelijke definities van het modelbegrip van Adriaan de Groot tot de Van Dale, en een uitgebreid literatuuroverzicht. Dit werk kan gezien worden als de eerste studie in Nederland op het gebied van de modelwetenschap.

### Logica en model
In het boek "Logica en model" uit 1970 kwam Nauta met een metabeschouwing over het gebied van de symbolische logica, wiskunde, methodologie en andere wetenschappen "voor zover geformaliseerd", en benoemt dit gebied in navolging van Evert W. Beth en Rudolf Carnap de formele wetenschappen.
Nauta stelde, dat sinds het eind van de 19e eeuw de logica en wiskunde hand in hand gaan: De hedendaagse of wiskundige logica is door zijn abstracte wiskundige vormgeving een "universele algebra van wetenschappelijk denken" geworden, wat twee eeuwen tevoren door de filosoof en wiskundige Leibniz als ideaal naar voren is gebracht.
Het boek "Logica en model" is te zien als een zoektocht naar de contouren van dit ideaal. Na een historisch overzicht geeft Nauta een overzicht van de mathematische standaardbegrippen, de symbolische logica en de modeltheorie, waarin Nauta de gemeenschappelijke basis ziet van de wiskunde en logica. Dit werk kan gezien worden als de eerste studie in Nederland op het gebied van de formele wetenschap.

## Publicaties
Nauta publiceerde verschillende boeken en vele artikelen. De boeken:
- 1968. Informatie: een interdisciplinaire studie Ísm. Cees van Peursen en Kees Bertels, Aula.
- 1969. Inleiding tot het modelbegrip. Ism. Kees Bertels, Uitgeverij W. De Haan.
- 1970. Modelbegrip in wetenschap en techniek. Ism. Kees Bertels, Teleac. 2 dln.
- 1970. Logica en model. Uitgeverij W. De Haan.
- 1970. The meaning of information. Mouton.
- 1978. Neutronenbom: wapentuig in opspraak. Doede Nauta ea., Van Loghum Slaterus Deventer.
- 1979. Maatschappij of methode. Nauta, Lolle, Gerard de Vries (red.), Kennis & Methode jrg 3 1979,1 ; Meppel.
- 1979. Logika tussen wetenschap en wijsbegeerte. Erasmus Universiteit.
- 1990. Technologie met de blik op oneindig. Uitgave t.g.v. het afscheid prof. dr. Errit van der Velde.
- 1991. De mens, schakel tussen informatietechniek en informatiemaatschappij? : een neopragmatistische kijk op informatisering. Universiteit Twente.
- 1993. Pragmatics in language technology. Ism. A. Nijholt & J. Schaake (red.), Universiteit Twente 1993 Proceedings of the fourth Twente Workshop on Language Technology.
- 2012. Onderwijs opnieuw vormgeven - het realiseren van integrale processen. Beleid in een tijdperk van postmoderne cultuur. I.s.m. Thijs Bax, Uitgeverij Eburon.

Artikelen, een selectie:
- 1965. "Kroniek". Ism. Cees Bertels. In: Wijsgerig perspectief op Maatsch. en Wetensch. jaargang 5, 1965, no. 5, p. 221-235.
- 1966. "Logika als taal van de wetenschap" In: Universiteit en Hogeschool, 11 (1965):410-424; in gewijzigde vorm verschenen in: Intermediair sept. 1966.
- 1972. "The Meaning of Information". In: Semiotica Thomas A. Sebeok (ed.)
- 1981. "Peirce's Three Categories Regained: Toward an Interdisciplinary Reconstruction of Peircean Frameworks". In:  Proceedings of the C. S. Peirce Bicentennial International Congress (1981). Lubbock, Texas: Texas Tech Press. p. 121-126
- 1995. "De informatiemaatschappij". Ism. Jan M. Nauta. In: Technologie en Samenleving. H. Achterhuis, ea. (red). Heerlen/Leuven: Open Universiteit/Garant. p. 255-277.
- 1995. "Effective choice in the single-shotprisoner's dilemma. tournament". Ism. J. Hoekstra. In: Theory and Decision: an international journal for philosophy and methodology of the social sciences, ISSN 0040-5833, vol. 39, afl. 1, p. 1-30 (30), 1995.
- 1996. "Kleine ethiek van het organiseren". In: Filosofie in Bedrijf 8(1), p. 37-49, 1996